# العلاقات الفنلندية النيجيرية
العلاقات الفنلندية النيجيرية هي العلاقات الثنائية التي تجمع بين فنلندا ونيجيريا.

## مقارنة بين البلدين
هذه مقارنة عامة ومرجعية للدولتين:
| وجه المقارنة                                              | فنلندا                                                                               | نيجيريا                     |
| --------------------------------------------------------- | ------------------------------------------------------------------------------------ | --------------------------- |
| المساحة (كم2)                                             | 338.42 ألف                                                                           | 923.77 ألف                  |
| عدد السكان (نسمة)                                         | 5.52 مليون                                                                           | 190.89 مليون                |
| الكثافة السكانية (ن./كم²)                                 | 16.31                                                                                | 206.64                      |
| العاصمة                                                   | هلسنكي                                                                               | أبوجا، لاغوس                |
| اللغة الرسمية                                             | اللغة الفنلندية، اللغة السويدية                                                      | لغة إنجليزية، اللغة اليوربا |
| العملة                                                    | يورو، ماركا فنلندية                                                                  | نيرة نيجيرية                |
| الناتج المحلي الإجمالي (بليون دولار)                      | 251.88 مليار                                                                         | 375.77 مليار                |
| الناتج المحلي الإجمالي (تعادل القوة الشرائية) بليون دولار | 231.84 مليار                                                                         | 1.09 تريليون                |
| الناتج المحلي الإجمالي الاسمي للفرد دولار أمريكي          | 42.31 ألف                                                                            | 2.64 ألف                    |
| الناتج المحلي الإجمالي للفرد دولار أمريكي                 | 40.68 ألف                                                                            | 5.91 ألف                    |
| مؤشر التنمية البشرية                                      | 0.883                                                                                | 0.514                       |
| رمز المكالمات الدولي                                      | +358                                                                                 | +234                        |
| رمز الإنترنت                                              | .fi                                                                                  | .ng                         |
| المنطقة الزمنية                                           | ت ع م+02:00، ت ع م+03:00، أوروبا/هلسنكي ‏، توقيت شرق أوروبا، توقيت شرق أوروبا الصيفي ‏ | ت ع م+01:00                 |

## منظمات دولية مشتركة
يشترك البلدان في عضوية مجموعة من المنظمات الدولية، منها:
| علم المنظمة | اسم المنظمة                               | تاريخ انضمام فنلندا | تاريخ انضمام نيجيريا |
| ----------- | ----------------------------------------- | ------------------- | -------------------- |
|             | مؤسسة التنمية الدولية                     | 29 ديسمبر 1960      | 14 نوفمبر 1961       |
|             | الأمم المتحدة                             | 14 ديسمبر 1955      | 7 أكتوبر 1960        |
|             | منظمة التجارة العالمية                    | 1995                | ?                    |
|             | منظمة الشرطة الجنائية الدولية             | ?                   | ?                    |
|             | المركز الدولي لتسوية المنازعات الاستشارية | 8 فبراير 1969       | 14 أكتوبر 1966       |
|             | الاتحاد الدولي للاتصالات                  | 1 سبتمبر 1920       | 11 أبريل 1961        |
|             | الفريق المعني برصد الأرض                  | ?                   | ?                    |
|             | البنك الدولي للإنشاء والتعمير             | 14 يناير 1948       | 30 مارس 1961         |
|             | المنظمة الهيدروغرافية الدولية             | ?                   | ?                    |
|             | الاتحاد البريدي العالمي                   | ?                   | ?                    |
|             | منظمة حظر الأسلحة الكيميائية              | ?                   | ?                    |
|             | مؤسسة التمويل الدولية                     | 20 يوليو 1956       | 30 مارس 1961         |
|             | البنك الإفريقي للتنمية                    | ?                   | ?                    |
|             | وكالة ضمان الاستثمار متعدد الأطراف        | 28 ديسمبر 1988      | 12 أبريل 1988        |
|             | يونسكو                                    | 10 أكتوبر 1956      | 14 نوفمبر 1960       |

## أعلام
هذه قائمة لبعض الشخصيات التي تربطها علاقات بالبلدين:
- نيكولاس اوتارو (لاعب كرة قدم فنلندي، 15 يوليو 1986[21] – )

## وصلات خارجية
- موقع وزارة الخارجية الفنلندية
- موقع وزارة الخارجية النيجيرية